# Місія ООН у Косові

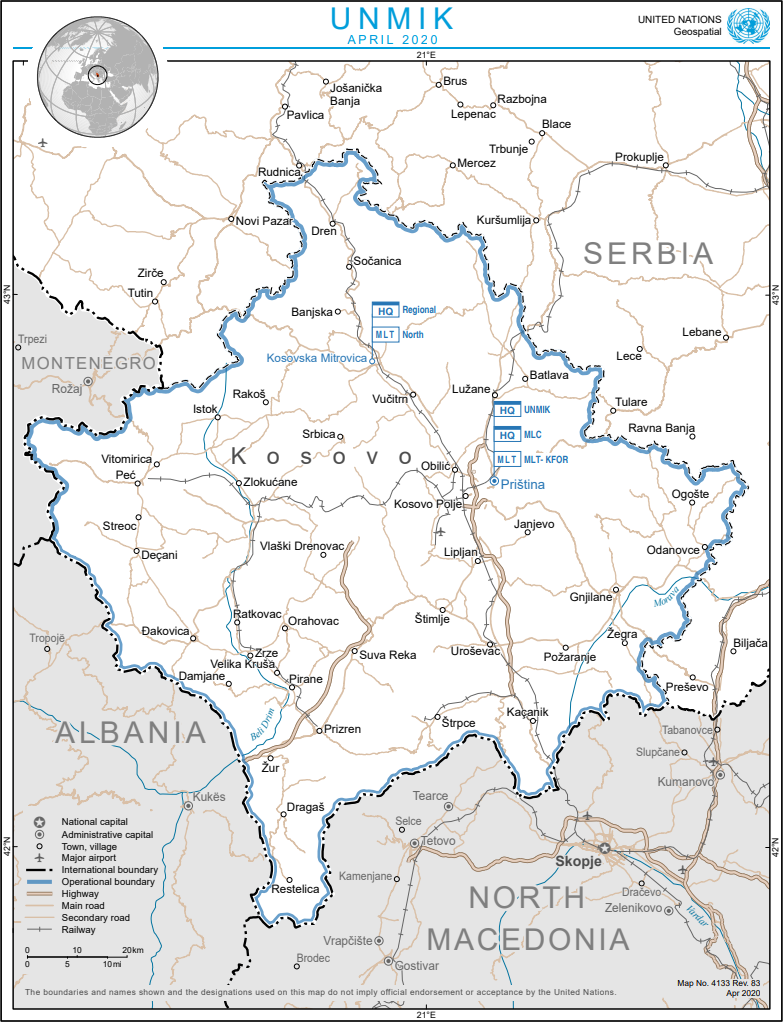
Розташування МООНК у Косові. 2007

Тимчасова Місія ООН у Косові (англ. United Nations Interim Administration Mission in Kosovo, UNMIK) — тимчасова цивільна адміністрація під егідою ООН, яка діє на території частково визнаної держави Косово на основі резолюції Ради Безпеки ООН 1244 від 1999 року.
Місія ООН у Косові заснована відповідно до Резолюції Ради Безпеки ООН від 10 червня 1999 № 1244 (1999) для створення тимчасової цивільної адміністрації на чолі з ООН, під керівництвом якої населення Косова могло б поступово почати користуватися існуючою автономією.
З 2006 року триває скорочення Місії та передачі повноважень Силам законності, правопорядку та жандармерії ЄС у Косові (EULEX), в рамках якого з грудня 2008 року по липень 2009 року проведено кардинальне реформування Місії ООН у Косові і суттєве скорочення персоналу Місії. З 01.07.09 чисельність Місії ООН у Косові становить 510 осіб.

## Історія
Місія ООН в Косові (далі МООНК) була заснована 10 червня 1999 року, коли Рада Безпеки у своїй резолюції 1244 уповноважила Генерального секретаря створити в спустошеному війною краї Косово очолювану Організацією Об'єднаних Націй тимчасову адміністрацію, під керуванням якої його населення могло б поступово почати користуватися автономією.
Тісно співробітничаючи з керівниками й населенням Косова, місія взяла на себе цілий спектр найважливіших адміністративних функцій і послуг, що охоплюють такі області, як: охорона здоров'я; банківська система й фінанси; пошта й зв'язок та забезпечення правопорядку. У січні 2000 року були створені департаменти Спільної тимчасової адміністративної структури; у жовтні 2000 року в 30 муніципалітетах Косова пройшли місцеві вибори; у травні 2001 року було прийнято нові конституційні рамки Косова. Вибори у всьому краї пройшли у листопаді 2001 року.

### Адміністративно-територіальний поділ Югославії та її складових (1943-2010)
| 1943          | 1946           | 19631                   | 19741                   | 1991                    | 1992                       | 1999                       | 2003                       | 2006                 | 2008                 |
| ДФЮ           | ФНРЮ           | СФРЮ                    | СФРЮ                    | розпущена               | розпущена                  | розпущена                  | розпущена                  | розпущена            | розпущена            |
| ФД БіГ        | НР БіГ         | СР Боснія і Герцеговина | СР Боснія і Герцеговина | СР Боснія і Герцеговина | Боснія і Герцеговина       | Боснія і Герцеговина       | Боснія і Герцеговина       | Боснія і Герцеговина | Боснія і Герцеговина |
| ФД Хорватія   | НР Хорватія    | СР Хорватія             | СР Хорватія             | Республіка Хорватія     | Республіка Хорватія        | Республіка Хорватія        | Республіка Хорватія        | Республіка Хорватія  | Республіка Хорватія  |
| ФД Македонія  | НР Македонія   | СР Македонія            | СР Македонія            | Північна Македонія      | Північна Македонія         | Північна Македонія         | Північна Македонія         | Північна Македонія   | Північна Македонія   |
| ФД Македонія  | НР Македонія   | СР Македонія            | СР Македонія            |                         | ФРЮ                        | ФРЮ                        | Сербія і Чорногорія2       | розпущена            | розпущена            |
| ФД Чорногорія | НР Чорногорія  | СР Чорногорія           | СР Чорногорія           | СР Чорногорія           | Р Чорногорія (федеративна) | Р Чорногорія (федеративна) | Р Чорногорія (федеративна) | Чорногорія           | Чорногорія           |
| ФД Сербія     | НР Сербія      | СР Сербія               | СР Сербія               | СР Сербія               | Р Сербія (федеративна)     | Р Сербія (федеративна)     | Р Сербія (федеративна)     | Сербія               | Сербія               |
| ФД Сербія     | • АК Воєводина | • САК Воєводина         | • САК Воєводина         | • АР Воєводина          | • АР Воєводина             | • АР Воєводина             | • АР Воєводина             |                      |                      |
| ФД Сербія     | • АК Косово 3  | • САК Косово            | • САК Косово            | • АК Космет 3           | • АК Космет 3              | Протекторат ООН            | Протекторат ООН            | Протекторат ООН      | Республіка Косово    |
| ФД Словенія   | НР Словенія    | СР Словенія             | СР Словенія             | Республіка Словенія     | Республіка Словенія        | Республіка Словенія        | Республіка Словенія        | Республіка Словенія  | Республіка Словенія  |

| ФНР | "Федеративна Народна Республіка" | НР | "Народна Республіка"     |     |                                        |
| АК  | "Автономний Край"                | ФР | "Федеративна Республіка" | САК | "Соціалістичний Автономний Край"       |
| БіГ | Боснія і Герцеговина             | Р  | "Республіка"             | СФР | "Соціалістична Федеративна Республіка" |
| ДФ  | "Демократична Федерація"         | ФД | "Федеральна Держава"     | СР  | "Соціалістична Республіка"             |

1  Роки, коли вступила в дію Конституція СФРЮ та були внесені зміни.

2  Союзна Республіка Югославія.

3  Космет скорочення від Косово і Метохія.

## Основні завдання місії
Основними завданнями Місії МООНК, що пропонується у резолюції 1244 є:
- здійснювати основні адміністративні функції;
- сприяти встановленню істотної автономії й самоврядування в Косові;
- сприяти політичному процесу, покликаному визначити майбутній статус Косова;
- координувати гуманітарну й надзвичайну допомогу, надавану всіма міжнародними організаціями;
- надавати допомогу у відновленні ключових об'єктів інфраструктури;
- підтримувати цивільний правопорядок;
- захищати права людини і гарантувати безпечне й безперешкодне повернення всіх біженців у свої будинки в Косові.
- організація навчання представників цивільної поліції;
- робота засобів масової інформації;
- координація питань демократизації суспільства.

## Компоненти місії
Для здійснення свого мандата МООНК спочатку об'єднала під своїм керівництвом чотири "компоненти".
1. Компонент I: поліція й судочинство під прямим керівництвом ООН
2. Компонент II: адміністрація під прямим керівництвом ООН
3. Компонент III: демократизація й організаційне будівництво, очолюваний Організацією по безпеці й співробітництву в Європі (ОБСЄ)
4. Компонент IV: відновлення економічного розвитку, очолюваний Європейським союзом (ЄС).

Главою МООНК є Спеціальний представник Генерального секретаря щодо Косова. Як найвищий міжнародний службовець у Косові він очолює роботу компонентів і сприяє політичному процесу, покликаному визначити майбутній статус Косова.